# 可憐Girl's
可憐Girl's（かれんガールズ）は、かつて存在した日本の小学生ユニット・キッズグループ。

## 概要
結成当時は、メンバー全員がオーディションを勝ち抜いた小学校在校生のキッズタレントだった。2008年にテレビ東京系アニメ『絶対可憐チルドレン』の主題歌『Over The Future』でデビューした。AnimeloSummerLive2008に出演したことで、2008年8月現在のさいたまスーパーアリーナのステージに立った最年少アーティスト(平均年齢11.3歳)となった。所属事務所はアミューズ。レコード会社はジェネオンエンタテインメント。各メディアでテクノポップユニット「Perfume」の妹分として紹介されていた。アニメ『絶対可憐チルドレン』の放送終了とともに、2009年3月31日をもって任務完了として解散。

## メンバー
| 名前   | 芸名       | よみ            | 生年月日               | 出身地 | 備考 |
| ------ | ---------- | --------------- | ---------------------- | ------ | --- |
| AYAMI  | 武藤彩未   | むとう あやみ   | 1996年4月29日（29歳）  | 茨城県 | 2010年から2012年まで女性アイドルグループ「さくら学院」のメンバーとして活動。 2014年にソロアイドルとしてデビュー。 2015年12月から活動を休止していたが、2018年12月に再開。 |
| YUIKA  | 島ゆいか   | しま ゆいか     | 1996年9月20日（28歳）  | 熊本県 | 解散後は女優として活動。 |
| SUZUKA | 中元すず香 | なかもと すずか | 1997年12月20日（27歳） | 広島県 | 2010年から2013年まで女性アイドルグループ「さくら学院」のメンバーとして活動。 現在はSU-METAL名義で、さくら学院から派生したメタルダンスユニット「BABYMETAL」にて活動。     |

## 作品

### シングル
|            | 発売日         | タイトル        | 規格品番  | 規格品番  | オリコン最高位 |
| 初回限定盤 | 発売日         | タイトル        | 通常盤    |           | オリコン最高位 |
| ---------- | -------------- | --------------- | --------- | --------- | -------------- |
| 1st        | 2008年6月25日  | Over The Future | GNCA-0101 | GNCA-0102 | 17位           |
| 2nd        | 2008年11月26日 | MY WINGS        | GNCA-0103 | GNCA-0104 | 26位           |

### アルバム
|            | 発売日        | タイトル          | 規格品番  | 規格品番  | オリコン最高位 |
| 初回限定盤 | 発売日        | タイトル          | 通常盤    |           | オリコン最高位 |
| ---------- | ------------- | ----------------- | --------- | --------- | -------------- |
| 1st        | 2009年2月25日 | Fly To The Future | GNCA-1214 | GNCA-1215 | 19位           |

### タイアップ一覧
| 楽曲            | タイアップ                                                     | 時期   | 収録作品                    |
| --------------- | -------------------------------------------------------------- | ------ | --------------------------- |
| Over The Future | テレビ東京系アニメ『絶対可憐チルドレン』前期オープニングテーマ | 2008年 | シングル「Over The Future」 |
| MY WINGS        | テレビ東京系アニメ『絶対可憐チルドレン』後期オープニングテーマ | 2008年 | シングル「MY WINGS」        |

## 出演

### テレビ
- おはスタ（2008年8月29日・11月24日、テレビ東京系）
- 絶対可憐チルドレン（2009年1月11日、テレビ東京系）※40th sense.（第40話）「蕾見山荘!突入せよ!」に本人役でそれぞれ出演
- アニメロサマーライブ2008 -Challenge- 〜日本最大級アニソンLIVEの全貌〜（2009年1月11日、TBS & 2009年2月12日、キッズステーション）

### ラジオ
- クチ×コミ（2009年2月21日・2月28日、RKBラジオ）

### ライブ・イベント
- RONDO ROBE 2008（2008年6月28日、CCレモンホール）
- ちゃお&ちゅちゅサマーフェスティバル2008 東京会場（2008年8月24日、幕張メッセ国際展示場9ホール）[13]
- Animelo Summer Live 2008-CHALLENGE-（2008年8月30日、さいたまスーパーアリーナ）
- ハヤコン&絶対可憐放送局合同公開録音（『絶対可憐放送局』に出演）（2008年12月24日配信分（12月14日収録）、秋葉原UDX）
- 可憐Girl'sスペシャルライブ@HOT☆FANTASY ODAIBA（2008年12月21日、フジテレビ1階メインステージ）
- 可憐Girl's 任務完了スペシャルイベント（2009年3月14日、SHIBUYA BOXX）